# Chikballapur
Chikballapur è una città dell'India di 54.938 abitanti, capoluogo del distretto di Chikballapur, nello stato federato del Karnataka. In base al numero di abitanti la città rientra nella classe II (da 50.000 a 99.999 persone).

## Geografia fisica
La città è situata a 13° 26' 3 N e 77° 43' 27 E e ha un'altitudine di 915 m s.l.m.. 

## Società

### Evoluzione demografica
Al censimento del 2001 la popolazione di Chikballapur assommava a 54.938 persone, delle quali 27.957 maschi e 26.981 femmine. I bambini di età inferiore o uguale ai sei anni assommavano a 6.104, dei quali 3.086 maschi e 3.018 femmine. Infine, coloro che erano in grado di saper almeno leggere e scrivere erano 31.142, dei quali 17.040 maschi e 14.102 femmine.